# The End (canção de The Doors)
"The End" é uma canção da banda norte-americana The Doors pertencente ao seu álbum homónimo. Foi criada ao longo de vários meses de actuações no Whisky a Go Go em Los Angeles. A banda tocaria esta música na sua última actuação. Foi lançada pela primeira vez em Janeiro de 1967.
"The End" entrou para a lista das 500 melhores canções de todos os tempos da revista Rolling Stone. O solo de guitarra também apareceu na lista dos cem melhores de todos os tempos pela revista Guitar World.

## Influências
A parte falada da canção inclui as linhas "Pai?/ Sim, filho?/ Eu quero matar-te/ Mãe? Eu quero…FODER-TE", (com essa última linha falada quase toda inaudível). Isto também pode ser considerado uma referência à obra de Sófocles, Édipo Rei, uma produção a qual Jim Morrison trabalhou por um curto período de tempo na Universidade do Estado da Flórida.
Morrison disse em 1969, "Toda a vez que escuto essa canção, significa algo mais para mim. Começa como uma simples canção de despedida provavelmente para uma garota, mas eu a vejo como uma despedida para um tipo de infância. Eu sinceramente não sei. Eu penso que é suficientemente complexo e universal na sua imaginação que pode ser quase qualquer coisa que você queira".
Ray Manzarek, o tecladista da banda The Doors diz "Jim estava dando voz aos moldes rock para a obra de Sófocles, Édipo Rei, em tempos de largas discussões sobre tendências Freudianas na psicologia. Ele não disse que queria fazer aquilo com seus próprios pais. Ele estava encenando um trecho da dramaturgia grega. Isso era teatro!".
Jim pode ter sido influenciado pelos conceitos de individualismo e arquétipos de Carl Jung, e certamente influenciado pelo conceito de Friedrich Nietzsche de ir além dos limites dos tipos de seres humanos que existiram por tanto tempo, adorando a vitalidade e a vida de Dionísio ("A mãe") enquanto rejeitava a sistemática e as tradições de Apolo ("O pai").

## Significado
A referência lírica para "the Blue Bus" tem sido variavelmente conjeturada para se referir a diversas coisas. Tanto aos passeios místicos ("Blue Bus tours") sobre o indiano Meher Baba ou para a linha de transporte público de Santa Mônica "Big Blue Bus". Outra conjectura é que Morrison estava se referindo a droga oximorfina, um substituto para morfina, a qual era a droga relacionada para "The Blue Bus" em conseqüência do seu formato ser de comprimidos azuis. Conhecida a afinidade de Morrison pelas drogas e pelo álcool, essa parece ser a probabilidade mais provável.
A visão inspiradora pode ser um estado de união com o amor no seu alterado estado de consciência induzido após o uso de drogas alucinógenas. Similarmente, o trecho "the blue bus is calling us…" pode se referir a viciante atração da oximorfina desenvolvida em seus usuários, e "driver where you taking us?" pode se referir ao estado alterado de consciência e insights providos durante a degustação da droga.
Outra interpretação para "The Blue Bus" pode ser também relacionada pelo fato de que, nos EUA, eram usados como inductos, ônibus azuis como transporte de tropas para o treino básico militar ou para manobras ao redor da base.
"The End" foi muito popular durante a Guerra do Vietnã, e Morrison poderia ter a intenção de tê-la como um hino anti-Vietnã.
Algumas outras frases mencionadas em "The End" podem ajudar a entender o significado do trecho "The Blue Bus". A frase "The west is the best, The west is the best, Get here, and well do the rest" pode nos traz a imagem de tropas se preparando para a Guerra do Vietnã para lutar contra a procuração "Oeste x Comunismo" da Guerra Fria.
Existem outras frases com alusões militares incluindo "Lost in a Roman…wilderness of pain" e "The killer awoke before dawn, he put his boots on; He took a face from the ancient gallery." Essa pode ser a imagem de um soldado se preparando para batalha.
Esta canção foi usada em posicão de protagonismo no filme Apocalipse Now (1979), de Francis Ford Copolla, precisamente sobre a Guerra do Vietnam.

## Cover de Marilyn Manson
Marilyn Manson gravou uma cover de "The End" para uso na banda sonora da mini-série The Stand. A gravação foi produzida pelo músico Country Shooter Jennings, que também produziu o décimo primeiro álbum de estúdio de Manson, We Are Chaos. A música foi lançada para download e streaming a 22 de Novembro de 2019, com um disco de 7" agendado para ser lançado pela Loma Vista Recordings a 6 de Março de 2020. O disco seria limitado a 2,000 cópias, e todas as pré-encomendas foram acompanhadas pelo download imediato da música. Contudo, o lançamento do disco foi cancelado, e o vídeo e a música removidos de todos os serviços pouco depois do seu lançamento. Um entrevistados da Guitar World disse mais tarde que o lançamento foi cancelado pelos Doors. Josh Boone, director de The Stand, também confirmou que a versão não iria aparecer na mini-série, dizendo que a gravação seria muito cara para usar.